# Decretos do Novo Plano

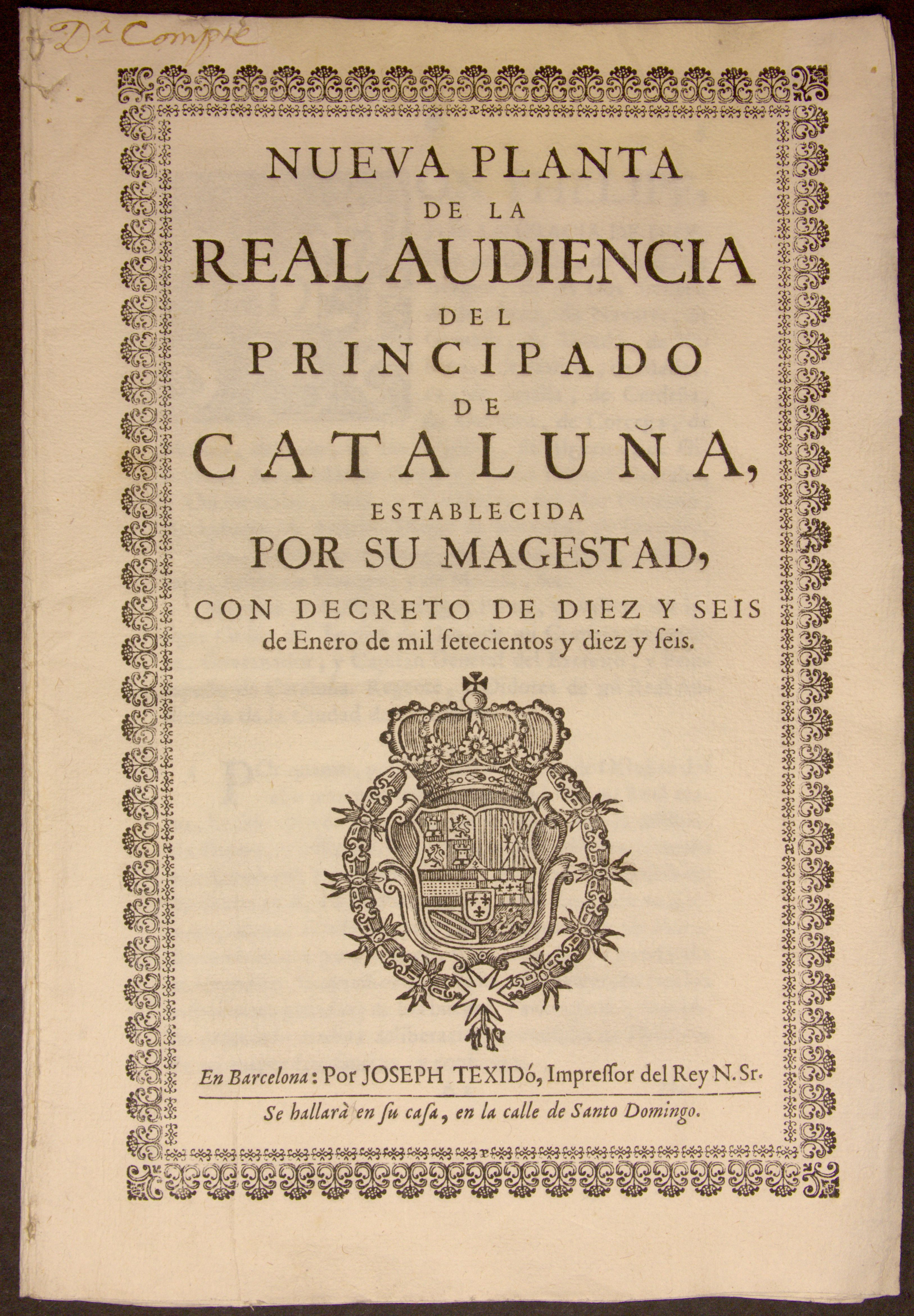
Capa dos Decretos de Nueva Planta.

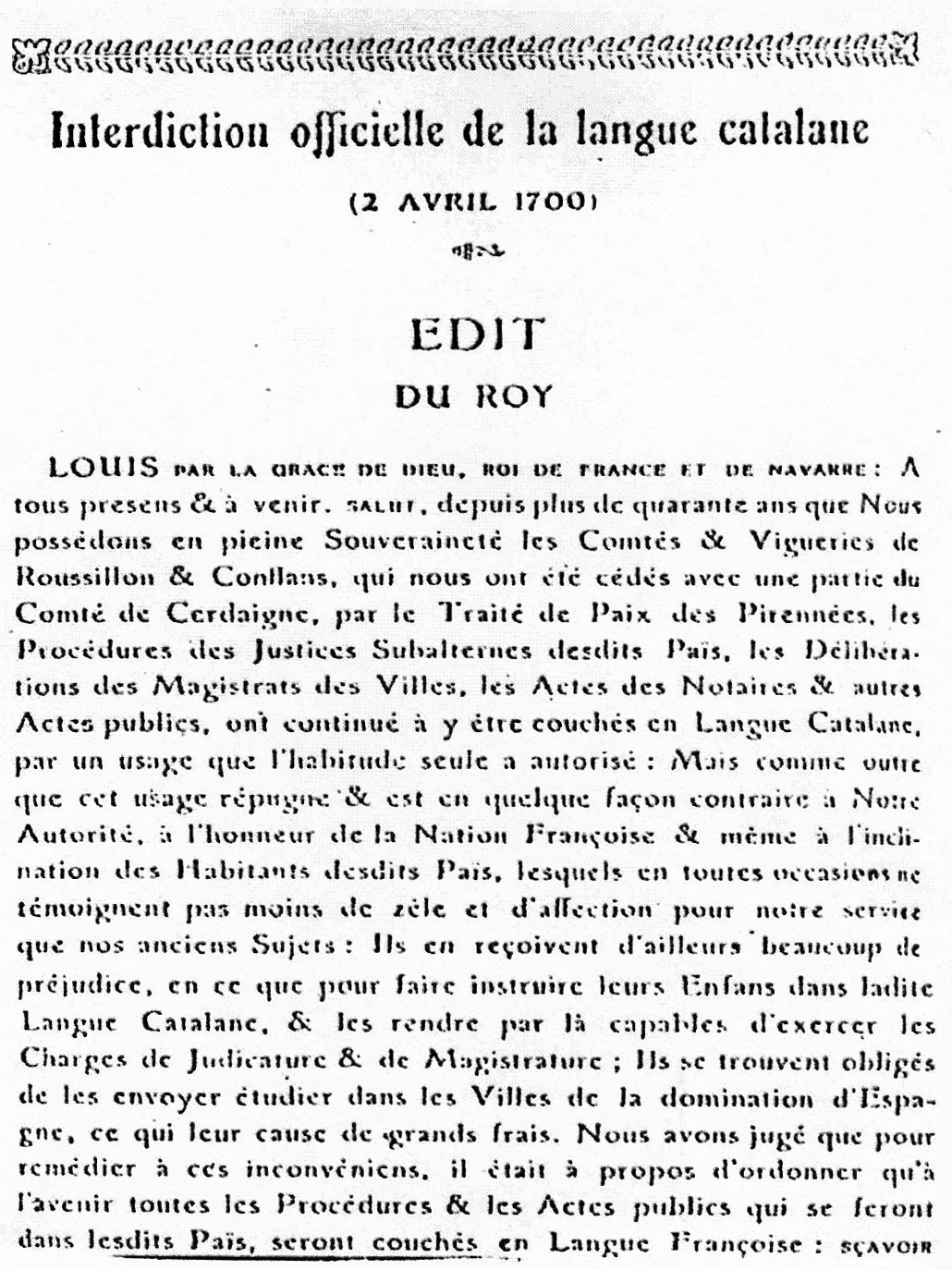
Decreto francês que proíbe a língua catalã

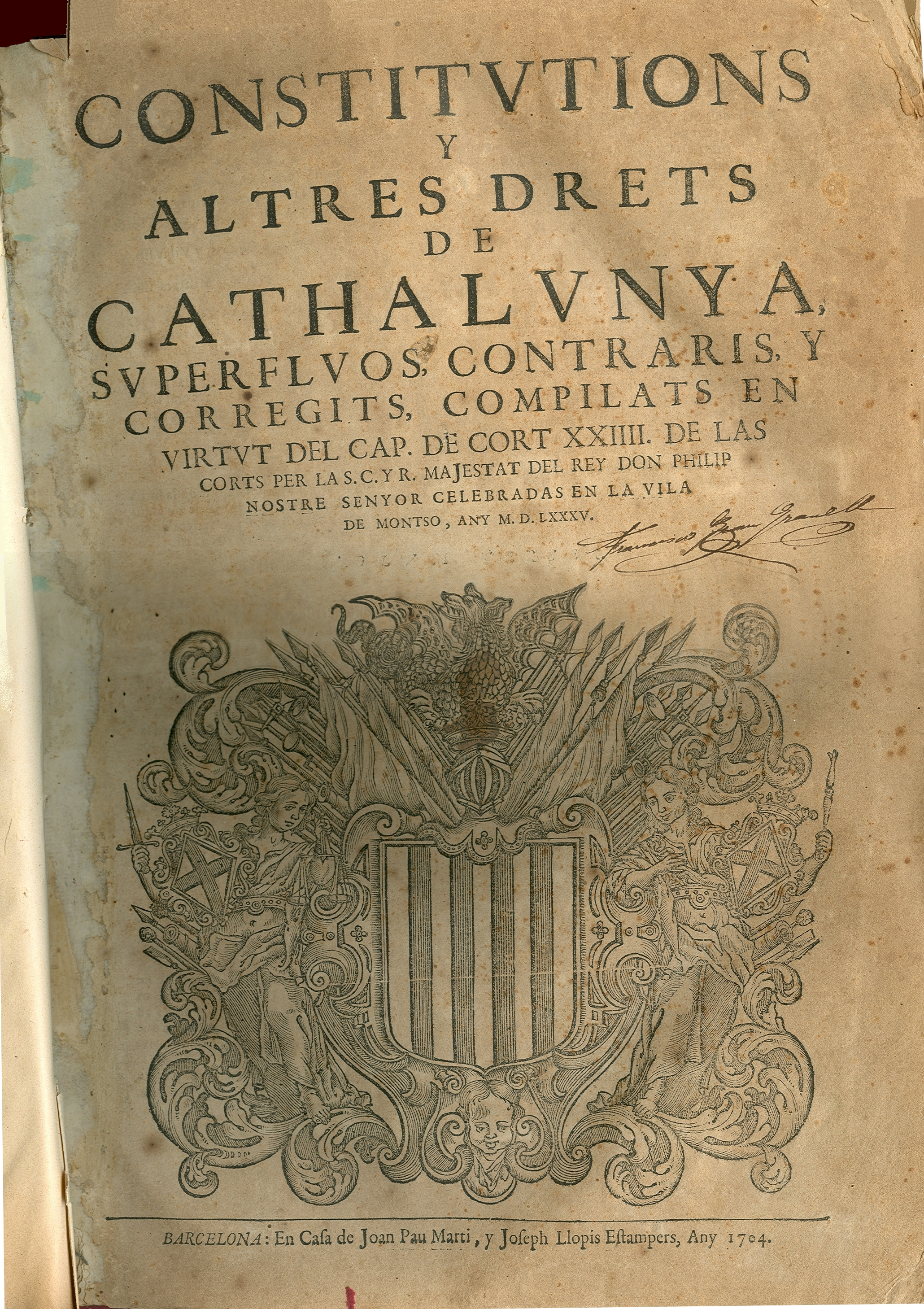
Os Decretos de Nova Planta implicaram a abolição de fato das Constituições catalãs de 1535.

Os Decretos do Novo Plano ou Decretos de Nova Planta (Decretos de Nueva Planta em espanhol) são um conjunto de decretos pelos quais se mudou a organização territorial dos Reinos de Espanha e se aboliram os foros dos reinos da Coroa de Aragão, que tomaram partido contra Filipe V de Bourbon na Guerra da Sucessão Espanhola, da mesma maneira que se dissolveu a organização territorial em reinos da Coroa de Castela e se anularam os foros e liberdades dos seus municípios. Formalmente tratava-se de uma série de Reais Cédulas pelas quais era estabelecida a nova estrutura ("nueva planta") das Reais Audiências dos territórios da Coroa de Aragão e de Castela. Todos eles foram precedidos de uma abolição das instituições próprias.

## Os Decretos de Nova Planta na Coroa de Aragão
Foram promulgados pelo rei Filipe V da Espanha, após a sua vitória na Guerra de Sucessão Espanhola sobre Arquiduque Carlos, pretendente da Casa de Áustria. Impuseram a organização político-administrativa de Castela nos territórios da antiga coroa de Aragão. A sua promulgação, mais do que uma medida inovadora surgida das conjunturas da guerra, pode ser vista como a evolução de projetos anteriores que tinham fracassado, como o do Conde Duque de Olivares (causa da guerra de 1640).
Quase todos os territórios da Coroa de Aragão foram partidários do pretendente Carlos. Os Decretos de Nova Planta tiveram a finalidade e o efeito de retaliar contra quem se alinhara contra Filipe V, aludindo ao "direito de conquista" como se cita no primeiro dos Decretos. Aboliram quase todos os antigos foros próprios dos reinos e condados da Coroa de Aragão (exceto no Vale de Arão) e estenderam uma nova organização político-administrativa baseada na de Castela para todos os seus domínios e obrigaram o uso do castelhano como língua administrativa a quase todas as instituições que não a usavam, seguindo o modelo centralista que a monarquia absolutista francesa adotara desde o reinado de Francisco I.
Como consequência das alterações no palco político internacional, ao herdar Carlos de Áustria o Sacro Império por morte do seu irmão José, as potências europeias acordaram que Filipe V continuasse no trono em troca de uma série de concessões territoriais, que finalmente implicariam a liquidação dos territórios europeus do Império Espanhol.
Dentro dos avanços e retrocessos da contenda publicaram-se a 29 de Junho de 1707 os decretos relativos a Aragão e Valência, tendo como resultado a abolição de todo o sistema legislativo e institucional de ambos os reinos.
A 13 de Abril de 1711 foi promulgado um segundo decreto no qual era restabelecida parte do direito aragonês, outorgando uma nova planta (organização) à Audiência de Saragoça. No caso de Aragão a assimilação castelhana foi menos traumática, pois o idioma próprio, o aragonês, já fora substituído na administração pelo castelhano, através da influência exercida pelos Trastâmara ao assumir o trono aragonês no século XV.
O terceiro decreto, relativo a Maiorca, foi publicado a 28 de Novembro de 1715, sendo mais complacente e fruto de uma atitude mais negociadora.
O quarto decreto, que afetava somente à Catalunha, foi ditado a 9 de Outubro de 1715, despachado por Real Cédula com data de 16 de Janeiro de 1716.
- Abolia a Generalitat de Catalunha, as Cortes Catalãs, o Conselho de Cento.
- Além disso, o vice-rei era substituído por um capitão-general, assim como no restante dos reinos da Coroa de Aragão, e Catalunha ficava dividida em doze corregedorias, como Castela, em vez das tradicionais veguerias, porém os batlles eram mantidos.
- Eram proibidos os somaténs (milícias populares da Catalunha).
- Era estabelecido o cadastro, gravando as propriedades urbanas e rurais, os benefícios do trabalho, do comércio e da indústria.
- O catalão era substituído como língua administrativa pelo castelhano, sendo obrigatório desde então nas escolas e julgados.
- Também se fechavam as universidades catalãs que apoiaram o arquiduque Carlos, mantendo-se Cervera, que fora fiel a Filipe V.

O decreto mantinha o direito civil, penal e processual, assim como o Consulado do Mar e a jurisdição que este exercia, e não afetou o regime político-administrativo do vale de Arão, razão pela qual este não foi incorporado nas novas corregedorias em que foi dividido o Principado da Catalunha.
Em resumo, como resultado dos decretos, os antigos reinos da Coroa de Aragão, perderam as suas instituições político-administrativas embora, salvo Valência, mantivessem o seu direito privado próprio. Não foram uma adaptação total às leis de Castela, já que além disso, mantiveram um regime tributário diferente do castelhano, e Catalunha continuou gozando da isenção de quintas. Foi implantado o absolutismo. As cortes locais foram dissolvidas e foi concedida a algumas populações o direito de assistir às cortes castelhanas, que se tornam em cortes comuns a toda Espanha, salvo Navarra. Em 1709 assistiram às Cortes representantes de Aragão e Valência, e às de 1724, também assistiram representantes da Catalunha. Modificaram-se os mecanismos de eleição dos governos municipais, adaptando-os às normas de Castela. Os municípios importantes passaram a ser regidos por um corregedor, e os cabidos locais por um regedor, que em Aragão passaram a ser hereditários, pelo qual, em finais do século XVIII quase todos os cargos eram ocupados por membros da nobreza. Os battles locais, que ajudavam os regedores, eram nomeados cada ano pela Audiência.

## Os Decretos de Nova Planta na Coroa de Castela[4]
Documentos semelhantes, também conhecidos como "Decretos de Nova Planta", foram publicados para a reordenação das Reais Audiências e Reais chancelarias na Coroa de Castela e os seus territórios, agora organizados em províncias e intendências, e desaparecendo os reinos tradicionais. Estes decretos foram o fim da polissinódia hispânica, sistema de governo da Espanha estabelecido em tempo dos Reis Católicos e baseado no a respeito das tradições jurídicas de cada território da Coroa, e caracterizado pela criação dos Conselhos, embora não desapareceria até a Constituição de 1812.
A 10 de Novembro de 1713 foi publicado o Real Decreto sobre a planta do Conselho e os seus Tribunais, para a reforma dos conselhos de Estado, de Castela, de Fazenda e das Índias, e outro similar, em 1714, foi aplicado ao Conselho de Guerra. Por esta normativa, o Conselho de Estado era privado das suas funções, que passaram ao Conselho de Castela, instituição à que também se incorporava o antigo Conselho de Aragão, segundo o Decreto aragonês. Com estes decretos de Nova Planta, ou nova organização, realizou-se uma reforma o Conselho de Castela para converti-lo em órgão superior da estrutura monárquica, a jeito de conselho de governo, e o restante dos conselhos (Guerra, Índias, Fazenda, Inquisição) passaram a ter muito minguadas as suas funções. O Conselho de Castela perdeu, assim, o seu caráter territorial específico.
Por Real Cédula de 4 de Agosto de 1715 foi anulado o Real decreto de 10 de Novembro de 1713 no referente à Fazenda.
A 9 de Junho de 1715 reconhecia-se que a nova planta originara confusão, pelo qual era restabelecido o modelo tradicional para o Real e Supremo Conselho de Castela, que seguiria ostentando o papel primordial que sempre tivera na Administração Pública. O presidente, como presidente de Castela, é o segundo magistrado depois do Rei, preside as Cortes e o Conselho de Ordens, e, até Carlos III, o cargo tem caráter vitalício.
Um efeito da aplicação da Nova Planta na Coroa aragonesa foi a supressão das Cortes dos reinos. A partir desse momento, os representantes dos reinos da Coroa de Aragão reunir-se-ão numas cortes únicas, comuns a toda Espanha salvo Navarra. As reuniões celebradas no século XVIII, como cortes gerais do reino, somente foram para fazer as petições que o rei desejava e para jurar ao herdeiro do reino. Desapareceu a legislação de Cortes e o direito era criado somente através de Reais Ordens e Decretos, desaparecendo pouco a pouco as "pragmáticas".
Para os reinos castelhanos, estas leis implicaram a anulação das idiossincrasias particulares (assim, o castelhano é estabelecido como língua administrativa da Audiência da Galiza) e dos foros e liberdades dos municípios, e a conversão do direito comum castelhano em corpus doutrinal das leis para todos os territórios da Coroa. Para além disso, a sua principal instituição de governo, o Conselho de Castela, tornou-se o governo efetivo do Reino da Espanha, exceto Navarra. Desapareceu o privilégio de estrangeria —imposta no decreto aragonês—, que impedia, por exemplo, a um castelhano ocupar um cargo em Aragão, ou a um aragonês  em Castela.

### Algumas datas notáveis
- 6 de Março de 1701. Filipe V estabelece que o Conselho de Castela estivesse formado pelo Presidente ou Governador, 20 ouvidores e o fiscal, para os seus quatro salas, confirmando o decreto de Carlos II de 17 de Julho de 1691.[1]
- 10 de Novembro de 1713, confirmado e ampliado por declarações de 1 de Maio e 16 de Dezembro de 1714. É dada nova planta aos conselhos.[1]
- 9 de Junho de 1715. Visto que a nova planta ocasionara desordens e confusão, voltam a estabelecer-se os conselhos segundo o modelo tradicional.[1]

### Aplicação da Nova Planta na América hispânica
As "Índias" também ficaram afetadas pelas reformas. Os três primeiros decretos (1717 e 1718) criaram o Vice-reino de Nova Granada e aboliram a encomenda, e era modificada a organização interna dos vice-reinados, governações e capitanias-gerais.
Em 1719 é reformado o Conselho de Índias, que vê reduzida a sua atuação ao judiciário, e implica, de fato, a quase abolição das Leis de Índias: com a aplicação preferente do direito comum castelhano, o efeito do desaparecimento dos privilégios jurídicos dos índios na sociedade vice-reinal é muito prejudicial para estas comunidades, agora indefensas frente à pressão dos crioulos.
Embora não relacionado com os decretos de nova planta, mas sim com a diminuição do nível do rio Guadalquivir, em 1707 é deslocada a Casa da Contratação e a exclusividade do comércio das Índias para Cádiz, em detrimento de Sevilha, exclusividade que se manteve até o terceiro quartel do século (1778), embora a desaparição do direito de estrangeria permitisse aos comerciantes de qualquer procedência espanhola, especialmente catalães, realizarem expedições comerciais próprias para a América, sem dependência de assentador castelhano.

## Razões e efeitos globais dos Decretos de Nova Planta
A chegada dos Bourbons à Coroa espanhola implicou uma alteração radical na concepção do Estado: desde que os Reis Católicos assinaram o segundo Tratado dos Toros de Guisando, fora estabelecido que os ocupantes das coroas espanholas reuniriam os seus territórios in persona regis, mantendo cada um de eles as suas particularidades jurídicas e de governo. Estas peculiaridades foram conservadas, embora com modificações, pela Casa de Áustria, mas esta organização pode ter sido uma causa, manifesta na Guerra dos Trinta Anos, da sua incapacidade como potência internacional, que terminaria com a liquidação definitiva da hegemonia espanhola após a Guerra de Sucessão nos tratados de Utrecht e Rastadt.

### Origem e desenvolvimento das reformas
Ao receber em herança os territórios de Carlos II, e após a guerra de sucessão, Filipe de Anjou e os seus conselheiros, apoiados pela corte de Luís XIV da França, abordaram a modificação do status jurídico e administrativo dos seus territórios, para o aproximar do modelo centralista e absolutista de Luís XIV. Para desenvolver este programa político era necessário:
- Unificar as formas de governo em todos os territórios: isto derivava no desaparecimento de determinadas instituições e o nascimento de outras novas e a centralização do poder nas mãos do monarca.
- Unificar os conteúdos do direito público e privado, ou seja, criar um corpus jurídico comum: isto derivava na abolição da maior parte dos foros, regimes jurídicos específicos e privilégios de pessoas, populações e territórios.
- Eliminar os privilégios de estrangeria: isto significa a «criação» de uma só nacionalidade jurídica espanhola, que não distingue entre castelhanos e aragoneses (Portugal, Flandres e Nápoles já tinham sido perdidos; o Novo Mundo faz parte da Coroa de Castela) e o exercício do poder compartilhado entre pessoas de todas as procedências do Reino.
- Reordenar e igualar os estamentos sociais em todos os territórios: isto significa o desaparecimento definitivo da servidão na Catalunha, mas também a perda de direitos pelas classes populares castelhanas e americanas (sobretudo as indígenas).
- Criar novas instituições de governo que respondessem a esta nova organização: isto derivava no fim da polissinódia hispânica.

O conteúdo da reforma segue, além disso, uma série de critérios:
- Assegurar o poder supremo do rei. Para demonstrá-lo, por exemplo, Filipe V outorga a "graça" do mantimento dos foros particulares bascos e navarros.
- Subordinar todos os seus súditos a um mesmo ordenamento jurídico.
- Manter, até o possível, as divisões, instituições e nomes tradicionais. Assim, por exemplo, o Conselho de Índias, embora mantivesse o seu nome, passava a ser unicamente um Tribunal Supremo para os pleitos de Índias, enquanto as Leis de Índias entram em conflito com o direito comum castelhano, e a maioria das suas funções anteriores passavam a ser responsabilidade da secretaria de Estado de Índias.[1]
- Realizar o menor número possível de alterações legislativas. Por isso eram reformadas primariamente as Reais Audiências e adotado o Fuero Juzgo e as Sete Partidas como base, pois o direito castelhano era o majoritário entre os súditos do Rei (a diferença populacional entre as duas Coronas era de 10 a 1 em favor de Castela) e porque tinha eliminados os resabios medievais (ordenações feudais), por estar mais unificado e ter incorporado plenamente o Direito Romano.[12]

### Resultado final
Uma vez aplicada esta série de decretos, os territórios do rei de Espanha ficam unificados jurídica e estruturalmente. Isto implica:
- O desaparecimento dos antigos reinos (salvo o de Navarra) e o nascimento das províncias na Península[13] e a generalização e a reorganização interna dos vice-reinados, governações e capitanias gerais na América.[14]
- Também o governo e a fazenda do Reino ficam unificados (salvo as exceções que Filipe V quis manter para bascos, navarros e araneses).
- Que o Conselho de Castela (apenas "de Castela" no nome) passa a assumir todas as tarefas de governo (salvo em Navarra) e, com o tempo, será a origem do conselho de secretários (de ministros). O restante de conselhos vêm reduzido o seu trabalho a aspectos judiciários e sem atribuições governativas, para benefício das secretarias de Estado.[1]
- Oficialmente, a criação de umas novas Cortes espanholas, seguindo o modelo representativo de Castela, às quais se somam representantes de Aragão, Valência, Catalunha e Maiorca.
- A aplicação de um único direito comum para todos os súditos, com a conseguinte anulação de usos e costumes e de privilégios particulares (se entrassem em conflito com a legislação comum) e a unificação do direito processal espanhol.[12]
- A aplicação de uma única língua administrativa, o castelhano. Isto tinha exceções em algumas instituições locais catalãs e valencianas (por exemplo, o Tribunal das Águas de Valência) e na Sala de Biscaia[15] da Real Chancelaria de Valladolid.